# Bunkier (żegluga)
Bunkier (zasobnia) – na dawnych parowcach: położone blisko kotłowni pomieszczenie na węgiel używany do palenia pod kotłami okrętowymi. Węgiel z bunkra zsypywał się do kotłowni przez małe otwory początkowo pod własnym ciężarem, a następnie był przerzucany przez trymera przed palenisko. Węgiel do paleniska wrzucał palacz.
Na dawnych większych okrętach wojennych, zasobnie węglowe, rozmieszczone między kotłowniami a burtami, stanowiły dodatkową osłonę przeciw pociskom oraz wybuchom podwodnym (np. na krążownikach pancernopokładowych).
Współcześnie określa się tym terminem paliwo statkowe (stałe lub ciekłe) przeznaczone na użytek własny statku. Od słowa tego powstało też pojęcie bunkrowanie oznaczające pobieranie paliwa do zbiorników jednostki pływającej.

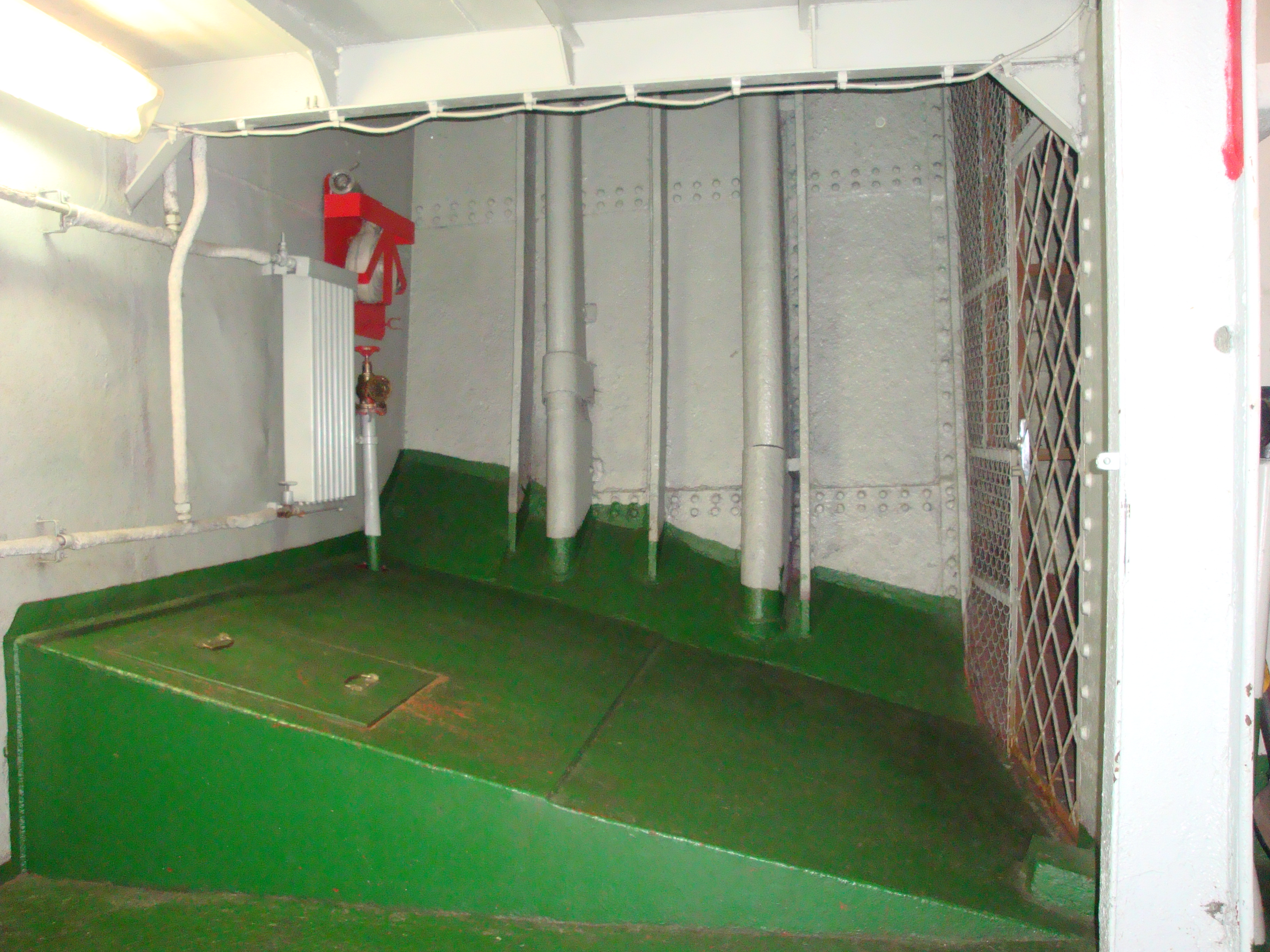
Dno bunkra na Sołdku. Pochylenie podłogi w kierunku kotła. Grzejnik i sprzęt przeciwpożarowy zamontowane po przebudowie na muzeum
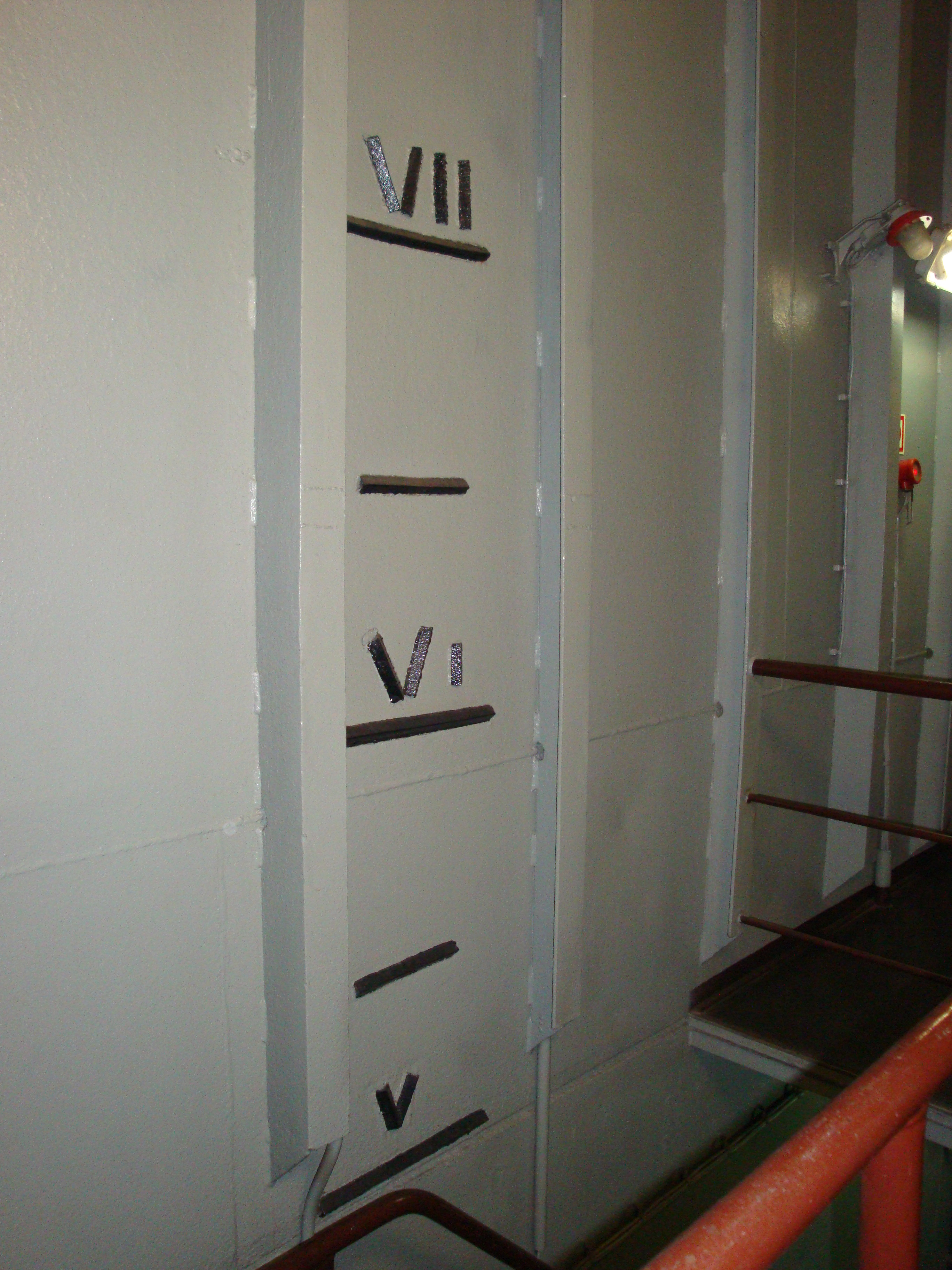
Bunkier na Sołdku. Cyfry rzymskie do określania ilości węgla.
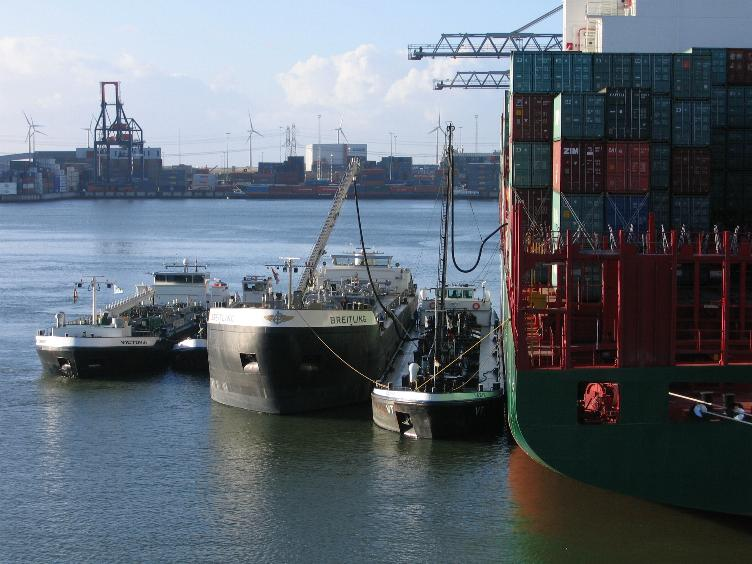
Bunkrowanie kontenerowca